# Ди Бонавентура (Терамо)
Ди Бонавентура (итал. Di Bonaventura) је насеље у Италији у округу Терамо, региону Абруцо.
Према процени из 2011. у насељу је живело 27 становника. Насеље се налази на надморској висини од 94 м.